# Francisco Botello de Moraes y Vasconcelos
Francisco Botello (o Botelho) de Moraes (o Morais) y/o Vasconcelos (Torre de Moncorvo, Braganza, 6 de agosto de 1670 - Salamanca, 1747), fue un Hijodalgo, de la Casa de Su Majestad, y miembro de la primera nobleza, descendiente de los Marqueses de Astorga, Condes de Grajal, Condes de Santa Marta, etc. humanista, poeta y escritor portugués en lengua española.

## Biografía
Contaba pocos años cuando marchó a la corte de Madrid bajo la protección de un tío suyo; allí se educó adquiriendo profundos conocimientos en artes y ciencias y frecuentó la Corte. Aunque vivió en su mayor parte en España, sobre todo en Salamanca, que tiene una plaza con su nombre, regresó ocasionalmente a Portugal, casi siempre a Lisboa y Moncorvo. Recorrió también varios países de Europa y estuvo en Roma desempeñando funciones auxiliares en la Embajada de Portugal en la Curia Romana (Vaticano). Convivió con ilustres académicos y fue invitado a unirse a la Academia de los Arcades, pero no aceptó la distinción a causa de las rivalidades existentes en la época. La Guerra de Sucesión Española lo sorprendió en una de sus visitas a Lisboa, en 1702. Juan V le concedió el hábito de la Orden de Cristo y una pensión por haber compuesto el poema épico culto El Alphonso. Fue nombrado miembro honorario de la Real Academia Española en 1738. 
En su último viaje a Portugal fundó la Academia dos Unidos en Torre de Moncorvo, dedicada a la prosa, a la poesía, a la equitación, a la música y danza y a la comedia; de la importancia de esta iniciativa cabe decir que solo había en el país en ese momento cuatro: las de Lisboa, Oporto, Coímbra y Évora. Impulsó la construcción del Convento de Mafra. Vivió entre España e Italia y los puntos de vista de Bacon influyeron la composición de su epopeya El Nuevo Mundo (1701), dedicada a Felipe V. Trata de la gesta de Cristóbal Colón en diez libros en verso castellano (octavas reales) precedido cada uno de una alegoría en prosa. Posteriormente dedicó a la Academia de Madrid su prosa satírica Historia de las cuevas de Salamanca, cuya primera edición salmantina de 1731 se ha perdido y solo queda la de 1734. Por esta obra se le considera uno de los iniciadores de la literatura fantástica en español; en ella ofrece la primera explicación conocida a la expresión "Cacareando y sin pluma como el gallo de Morón". Escribió igualmente sátiras en latín inspiradas en las de Persio, un discurso político y diversas obras de circunstancias.

## Obras
- Poema en loor de S. Juan de Sahagun en las fiestas, que le hizieron en su Canonizacion. S.I., s.n. 1690.
- Panegyrico historial, genealogico, de la familia de Sousa. Córdoba: Imp. por Diego de Valverde y Leyva, y Acisclo Cortés de Ribera, 1696.
- Loa para la Comedia com que S. Majestad que Dios guarde festeja el dia del nombre de la Reina nuestra Señora. Lisboa: Imp. por Antonio Pedrozo Galraõ, 1709.
- Tres Hymni in laudem B. Joannis á Cruce nuncupati Sanctissimo Domino Clementi XJ. Pontifici Optimo Maximo. Romae per Joannem Franciscum Chracas, 1715.
- Gratas expressiones del Cavallero D. Francisco Botello de Moraes, y Vasconcellos al optimo Maximo Pontifici Clemente XI, en la occasion de los triumfos que por influencia de su Santidad tuvo la Iglesia el presente año de 1716. Luca: Imp. por Marescandoli, 1716.
- El Alphonso o La fundacion del Reino de Portugal, establecida y perfecta en la conquista de Elysia, Salamanca: Imp. por Antonio Joseph Villargordo, 1731.
- El Alphonso o La fundacion del Reino de Portugal, establecida i perfecta en la conquista de Lysboa. Salamanca: Imp. por Antonio Villargordo e Alcaràz, 1731.
- Relaçaõ de como se ensinaõ no Collegio Imperial Trilingue da Universidade de Salamanca as três línguas, que lhe daõ nome Grega, Latina, e Hebrea, de que livros se servem seus doutíssimos Mestres. S. I., 1743.
- Vida de hum Sargento mór de Dragões, com o título de Epitome da guerra de Filipe V., e Carlos III, em que louva muito os dous Condes de Assumar D. Joaõ, e D. Pedro de Almeida. S.I., 1743.
- Historia de las cuevas de Salamanca (Salamanca, 1731; 2.ª edición retocada por el autor: Evora: Antonio Joseph Villargordo, 1734, reimpresa por este mismo en 1737). Hay edición moderna: Historia de las cuevas de Salamanca. Introducción de Fernando Rodríguez de la Flor y ed. de Eugenio Cobo. Madrid: Tecnos, 1987.
- El Nuevo Mundo. Poemma Heroyco de D. Francisco Botello de Moraes y Vasconcelos; con las Alegorias de Don Pedro de Castro, Cavallero Andaluz. Dedicalo su autor a la Catholica Magestad de Philippo Quinto, Augusto, Piadoso,Feliz Rey de las Españas, y Indias. Por mano del ilustrissimo señor D. Manuel de Toledo General de Batalla en los Exercitos de su Magestad, &c. Barcelona: Imprenta de Juan Pablo Martí por Francisco Barnola Impresor, 1701
- El Alphonso / del Cavallero Don Francisco Botello de Moraes, y Vasconcelos... Paris: chez Esti[...] Michalliet, 1712. Segunda edición: El Alphonso, o la fundación del Reino de Portugal, assegurada, i perfecta en la conquista de Lysboa: poema epico del caballero Francisco Botello de Moráes i Vasconcélos, impresso aora la primera vez con beneplacito de su Author... En Salamanca: en la Imprenta de Antonio Joseph Villargordo, 1731.
- Progressos militares de Leopoldo Enrique Botelho de Magalhaens... [S.l. : s.n.], 1711.
- Satyrae equitis domini Francisci Botello de Moraes et Vasconcelos... cum notis et argumenti Doctoris Domini Joannis Gonzalez de Dios.... Salmanticae: apud Nicolaum Josephum Villar Gordo, 1740 (cuatro sátiras en latín en que imita a Aulo Persio Flaco reprendiendo vicios sociales observados por el autor)
- Discurso político, histórico e crítico, que em forma de carta escreveo a certo amigo Francisco Botelho de Moraes e Vasconcelos passando deste Reino para o de Hespanha, sobre alguns abusos, que notou em Portugal. Lisboa: na Officina de Francisco Luiz Amebo impressor da Congregação Cameraria Santa Igreja de Lisboa, 1752.